# Halové mistrovství Evropy v atletice 1988

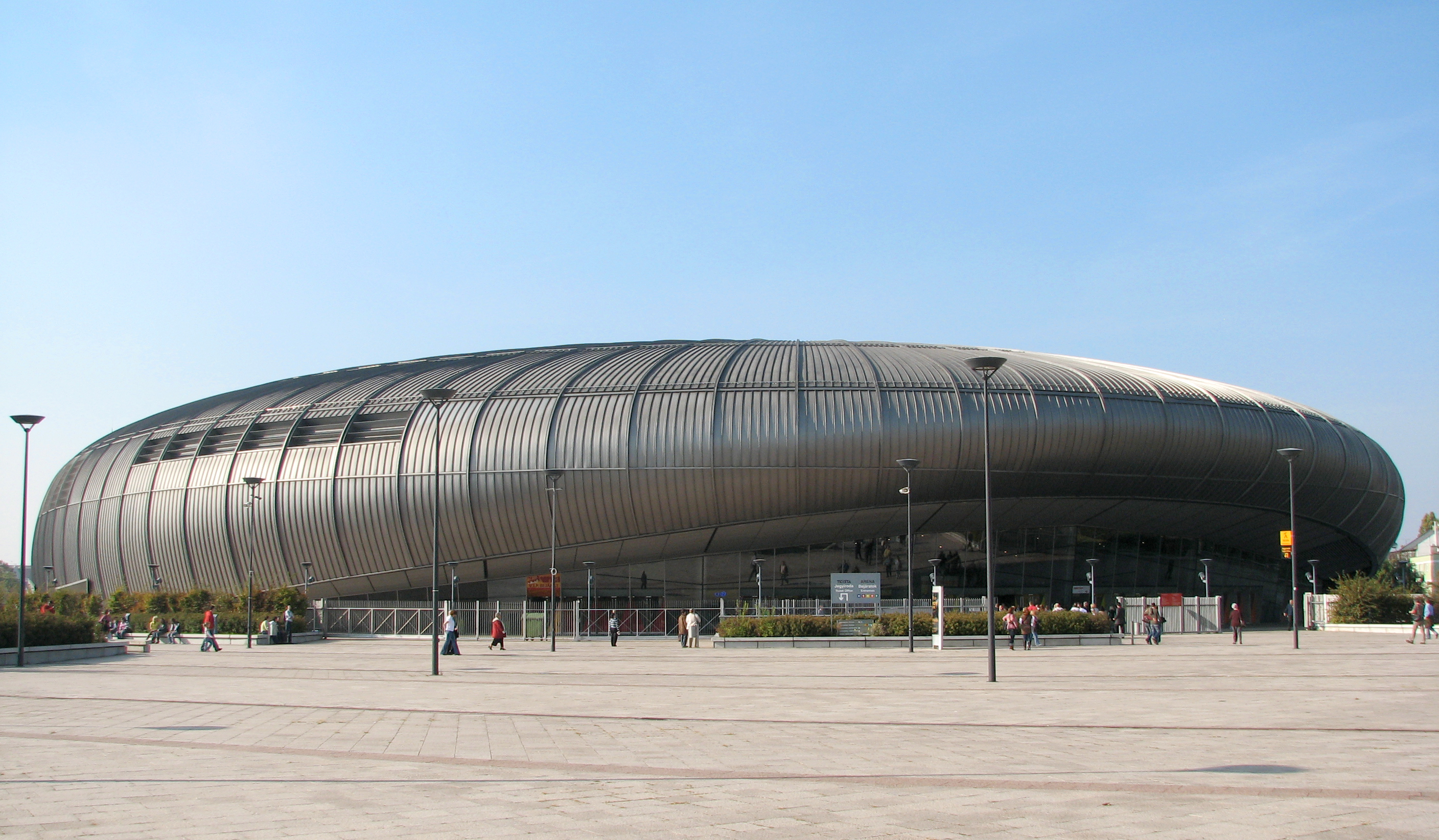
Budapešťská sportovní hala László Pappa

19. Halové mistrovství Evropy v atletice se odehrávalo v maďarské Budapešti ve dnech 5. března – 6. března 1988. Dějištěm šampionátu byla hala Sportcsarnok (dnes Sportovní hala László Pappa), ve které se konalo již HME v roce 1983. V též hale se konalo také halové mistrovství světa v roce 1989 a 2004.

## Medailisté

### Muži
| Soutěž        | Zlato                      | Stříbro                    | Bronz                       |
| ------------- | -------------------------- | -------------------------- | --------------------------- |
| 60 m          | Linford Christie 6,57      | Ronald Desruelles 6,60     | Valentin Atanasov 6,60      |
| 200 m         | Nikolaj Razgonov 20,62     | Nikolaj Antonov 20,65      | Linford Christie 20,83      |
| 400 m         | Jens Carlowitz 45,63       | Brian Whittle 45,98        | Ralf Lübke 46,25            |
| 800 m         | David Sharpe 1:49,17       | Rob Druppers 1:49,45       | Gert Kilbert 1:49,46        |
| 1500 m        | Ari Suhonen 3:45,72        | Ronny Olsson 3:46,16       | Rüdiger Horn 3:46,51        |
| 3000 m        | José Luis González 7:55,29 | Markus Hacksteiner 7:56,04 | Michail Dasko 7:56,51       |
| 60 m př.      | Aleš Höffer 7,56           | Jon Ridgeon 7,57           | Carlos Sala 7,67            |
| Chůze na 5 km | Jozef Pribilinec 18:44,40  | Roman Mrázek 18:44,91      | Sándor Urbanik 18:45,91     |
| Skok do výšky | Patrik Sjöberg 2,39 m      | Dietmar Mögenburg 2,37 m   | Sorin Matei 2,35 m          |
| Skok o tyči   | Radion Gataullin 5,75 m    | Nikolaj Nikolov 5,70 m     | Atanas Tarev 5,70 m         |
| Skok daleký   | Frans Maas 8,06 m          | László Szalma 8,03 m       | Giovanni Evangelisti 8,00 m |
| Trojskok      | Oleg Sakirkin 17,30 m      | Béla Bakosi 17,25 m        | Vasif Asadov 17,23 m        |
| Vrh koulí     | Remigius Machura 21,42 m   | Karsten Stolz 20,22 m      | Georgi Todorov 19,98 m      |

### Ženy
| Soutěž        | Zlato                          | Stříbro                    | Bronz                      |
| ------------- | ------------------------------ | -------------------------- | -------------------------- |
| 60 m          | Nelli Coomanová 7,04           | Silke Gladischová 7,05     | Marlies Göhrová 7,07       |
| 200 m         | Ewa Kasprzyková 22,69          | Taťána Papilinová 22,79    | Silke Knollová 23,12       |
| 400 m         | Petra Müllerová 50,28          | Helga Arendtová 51,06      | Dagmar Neubauerová 51,57   |
| 800 m         | Sabine Zwienerová 2:01,19      | Olga Neljubovová 2:01,61   | Gabriela Leschová 2:01,85  |
| 1500 m        | Doina Melinteová 4:05,77       | Mitica Junghiatu 4:06,16   | Brigitte Krausová 4:07,06  |
| 3000 m        | Elly van Hulstová 8:44,50      | Vera Michalleková 8:46,97  | Wendy Slyová 8:51,04       |
| 60 m př.      | Cornelia Oschkenatová 7,77     | Marjan Olijslagerová 7,92  | Mihaela Pogacianová 7,99   |
| Chůze na 3 km | Maria Reyes Sobrinová 12:48,99 | Dana Vavřačová 12:51,08    | Marí Cruz Díazová 12:55,03 |
| Skok do výšky | Stefka Kostadinovová 2,04 m    | Heike Redetzkyová 1,97 m   | Larisa Kosicynová 1,97 m   |
| Skok daleký   | Heike Drechslerová 7,30 m      | Galina Čisťakovová 7,24 m  | Jolanta Bartczaková 6,62 m |
| Vrh koulí     | Claudia Loschová 20,39 m       | Larisa Pelešenková 20,23 m | Kathrin Neimkeová 20,20 m  |

## Medailové pořadí
| Umístění | Stát           | Zlato | Stříbro | Bronz | Celkem |
| -------- | -------------- | ----- | ------- | ----- | ------ |
| 1.       | NDR            | 4     | 1       | 4     | 9      |
| 2.       | Sovětský svaz  | 3     | 4       | 3     | 10     |
| 3.       | Československo | 3     | 2       | 0     | 5      |
| 3.       | Nizozemsko     | 3     | 2       | 0     | 5      |
| 5.       | NSR            | 2     | 5       | 4     | 11     |
| 6.       | Velká Británie | 2     | 2       | 2     | 6      |
| 7.       | Španělsko      | 2     | 0       | 2     | 4      |
| 8.       | Bulharsko      | 1     | 2       | 3     | 6      |
| 9.       | Rumunsko       | 1     | 1       | 2     | 4      |
| 10.      | Švédsko        | 1     | 1       | 0     | 2      |
| 11.      | Polsko         | 1     | 0       | 1     | 2      |
| 12.      | Finsko         | 1     | 0       | 0     | 1      |
| 13.      | Maďarsko       | 0     | 2       | 1     | 3      |
| 14.      | Švýcarsko      | 0     | 1       | 1     | 2      |
| 15.      | Belgie         | 0     | 1       | 0     | 1      |
| 16.      | Itálie         | 0     | 0       | 1     | 1      |